# 埃尔瓦尔科德亚维拉
埃尔瓦尔科德亚维拉，是西班牙卡斯蒂利亚-莱昂阿维拉省的一个市镇。 总面积13km2, 总人口2560人（2001年），人口密度197人/km2。